# Каниюэль
Каниюэ́ль (фр. Canihuel, брет. Kanuhel) — коммуна во Франции, находится в регионе Бретань. Департамент — Кот-д’Армор. Входит в состав кантона Ростренен. Округ коммуны — Генган.
Код INSEE коммуны — 22029.

## География
Коммуна расположена приблизительно в 410 км к западу от Парижа, в 110 км западнее Ренна, в 32 км к юго-западу от Сен-Бриё.

## Население
Население коммуны на 2016 год составляло 360 человек.
| 1962 | 1968 | 1975 | 1982 | 1990 | 1999 | 2010 | 2016 |
| ---- | ---- | ---- | ---- | ---- | ---- | ---- | ---- |
| 771  | 653  | 558  | 461  | 429  | 420  | 376  | 360  |

## Администрация
| Период | Период | Фамилия         | Партия       | Примечания      |
| ------ | ------ | --------------- | ------------ | --------------- |
| 1983   | 2008   | Эдуар Мелен     | Разные левые | фермер          |
| 2008   | 2014   | Франк Ле Мо     | центрист     | предприниматель |
| 2014   |        | Жан-Луи Мобюшон | Разные левые | пенсионер       |

## Экономика
В 2007 году среди 229 человек в трудоспособном возрасте (15—64 лет) 173 были экономически активными, 56 — неактивными (показатель активности — 75,5 %, в 1999 году было 68,5 %). Из 173 активных работали 160 человек (95 мужчин и 65 женщин), безработных было 13 (6 мужчин и 7 женщин). Среди 56 неактивных 20 человек были учениками или студентами, 21 — пенсионерами, 15 были неактивными по другим причинам.

## Достопримечательности
- Церковь Нотр-Дам (XIV век). Исторический памятник с 1990 года[3]
- Старая часовня Троицы (XV век). Исторический памятник с 1972 года[4]
- Усадьба Виль-Бланш (XVII век). Исторический памятник с 1987 года[5]
- Менгир Бокелан (эпоха неолита). Исторический памятник с 1969 года[6]
- Менгир Горесто (эпоха неолита). Исторический памятник с 1969 года[7]
- Замок Буа-Бертло
- Придорожный крест Рён-ар-Бле (1781 год)

## Фотогалерея

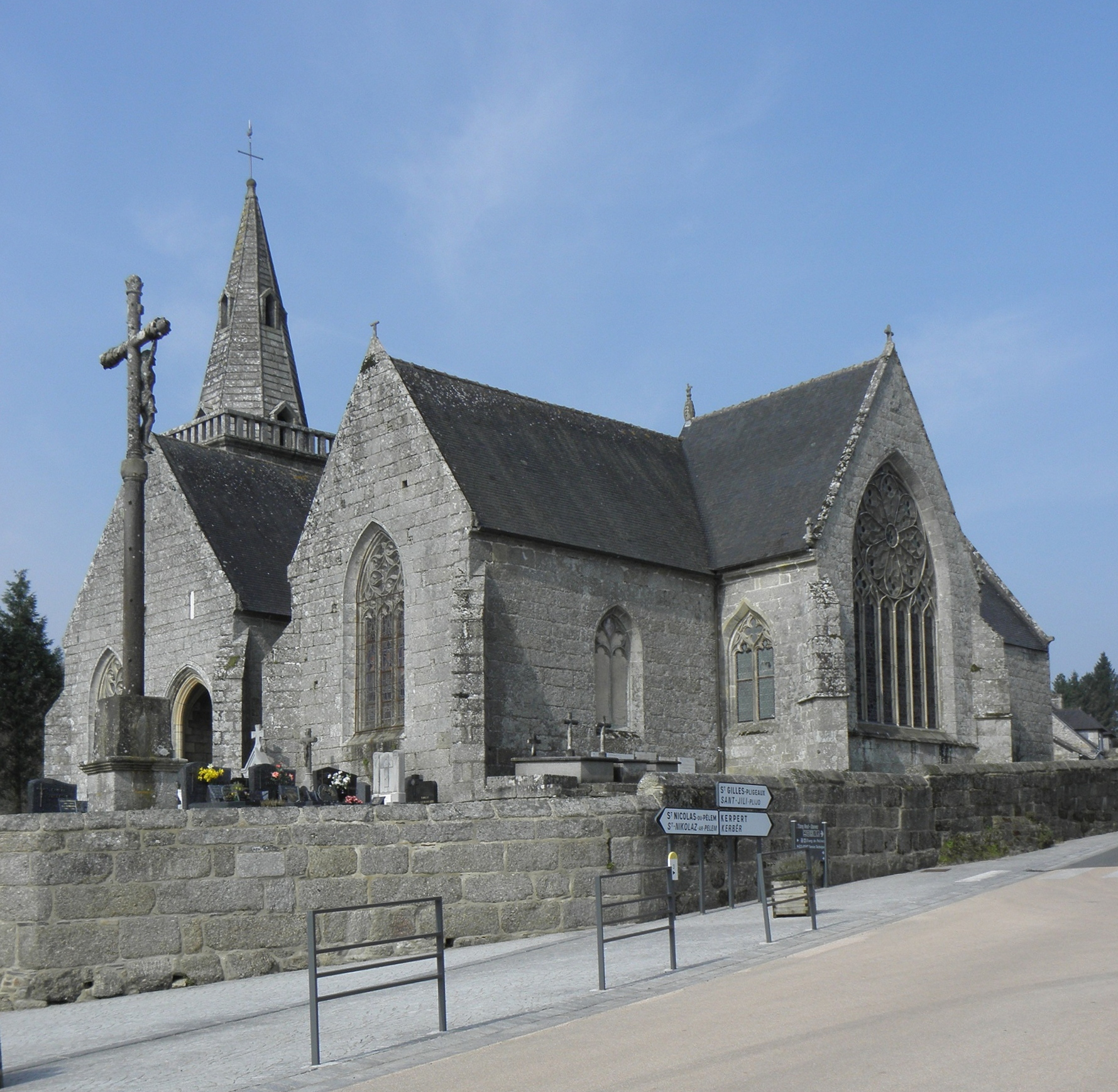
Церковь Нотр-Дам
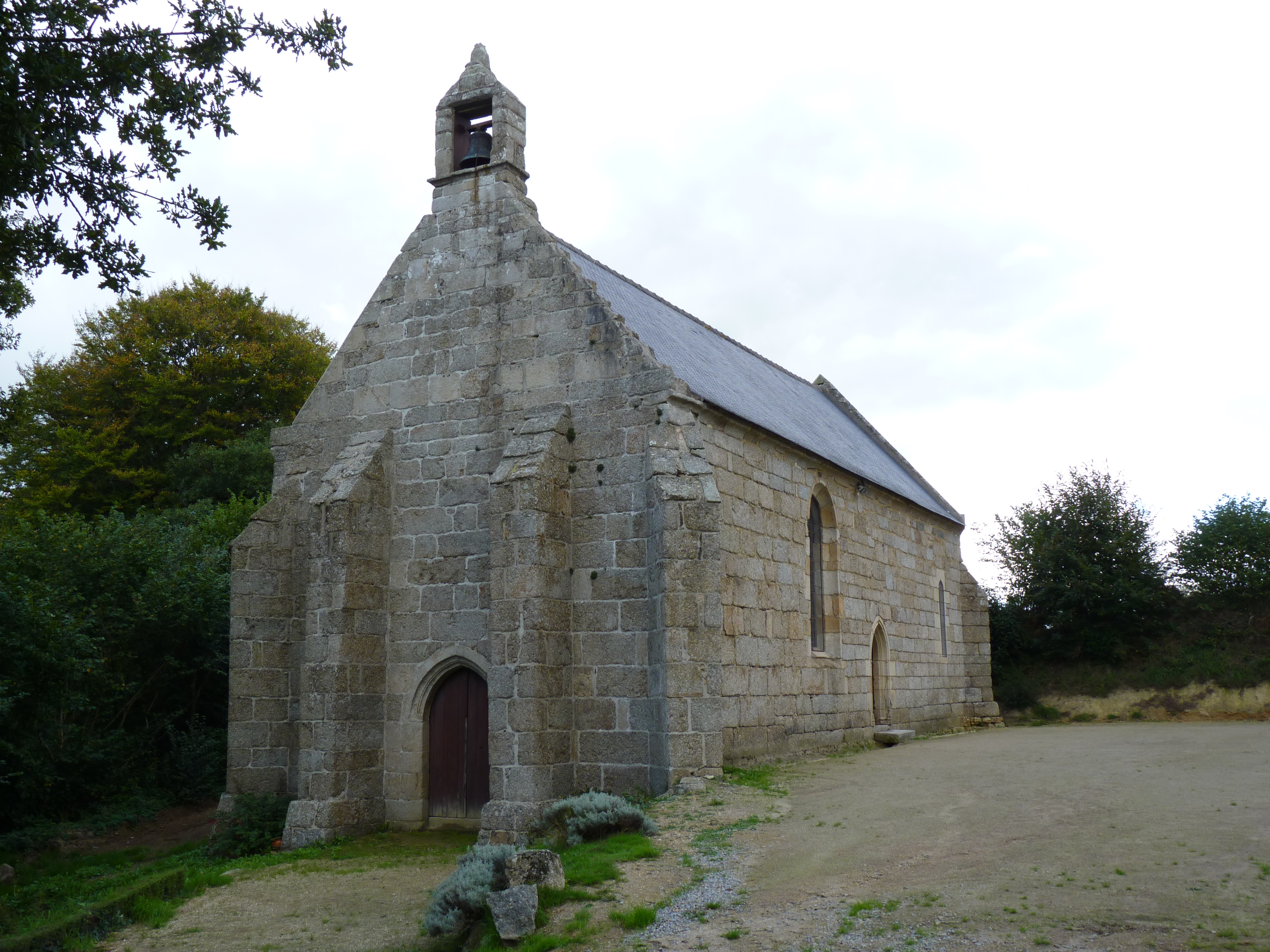
Часовня Троицы
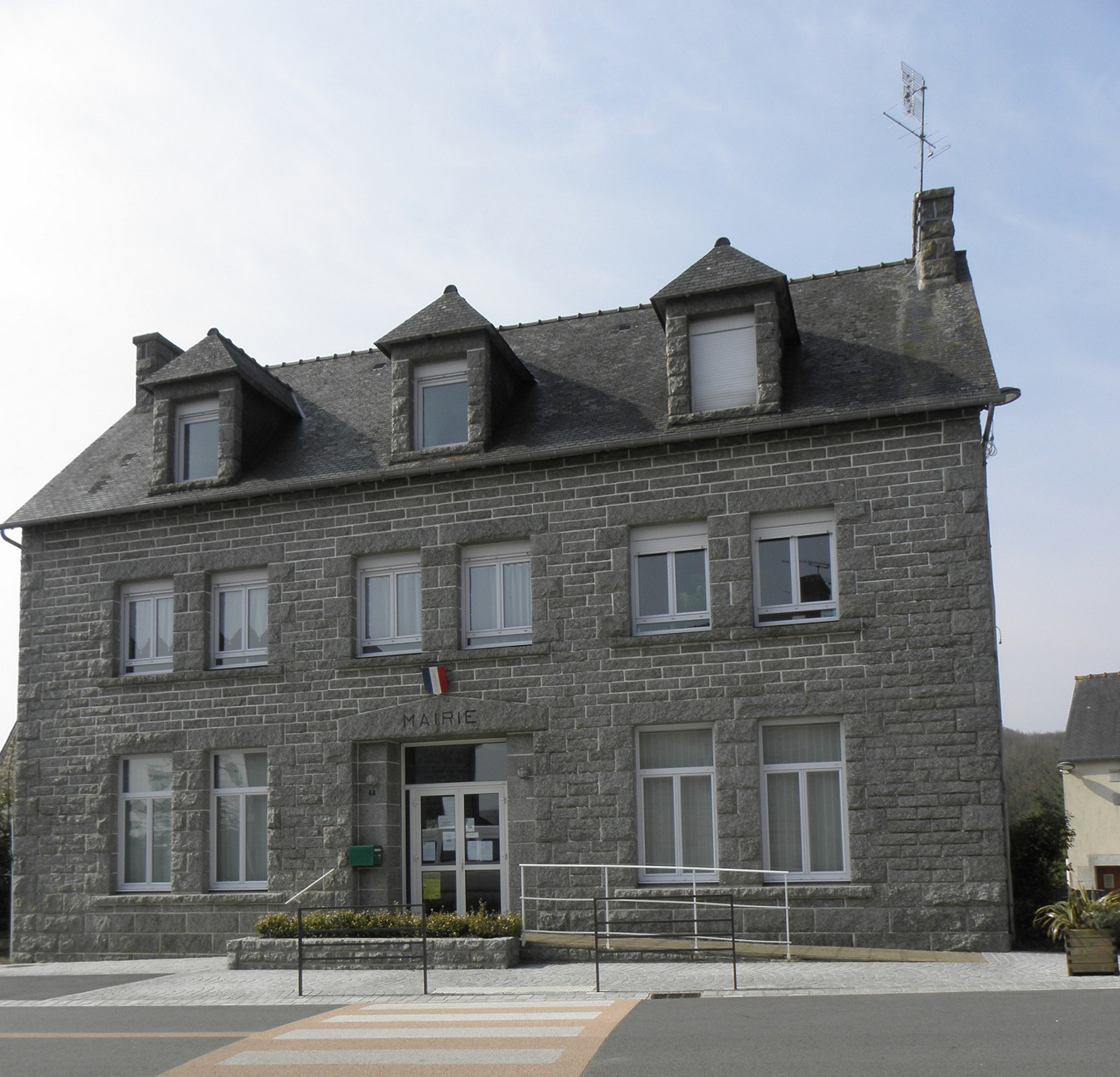
Мэрия
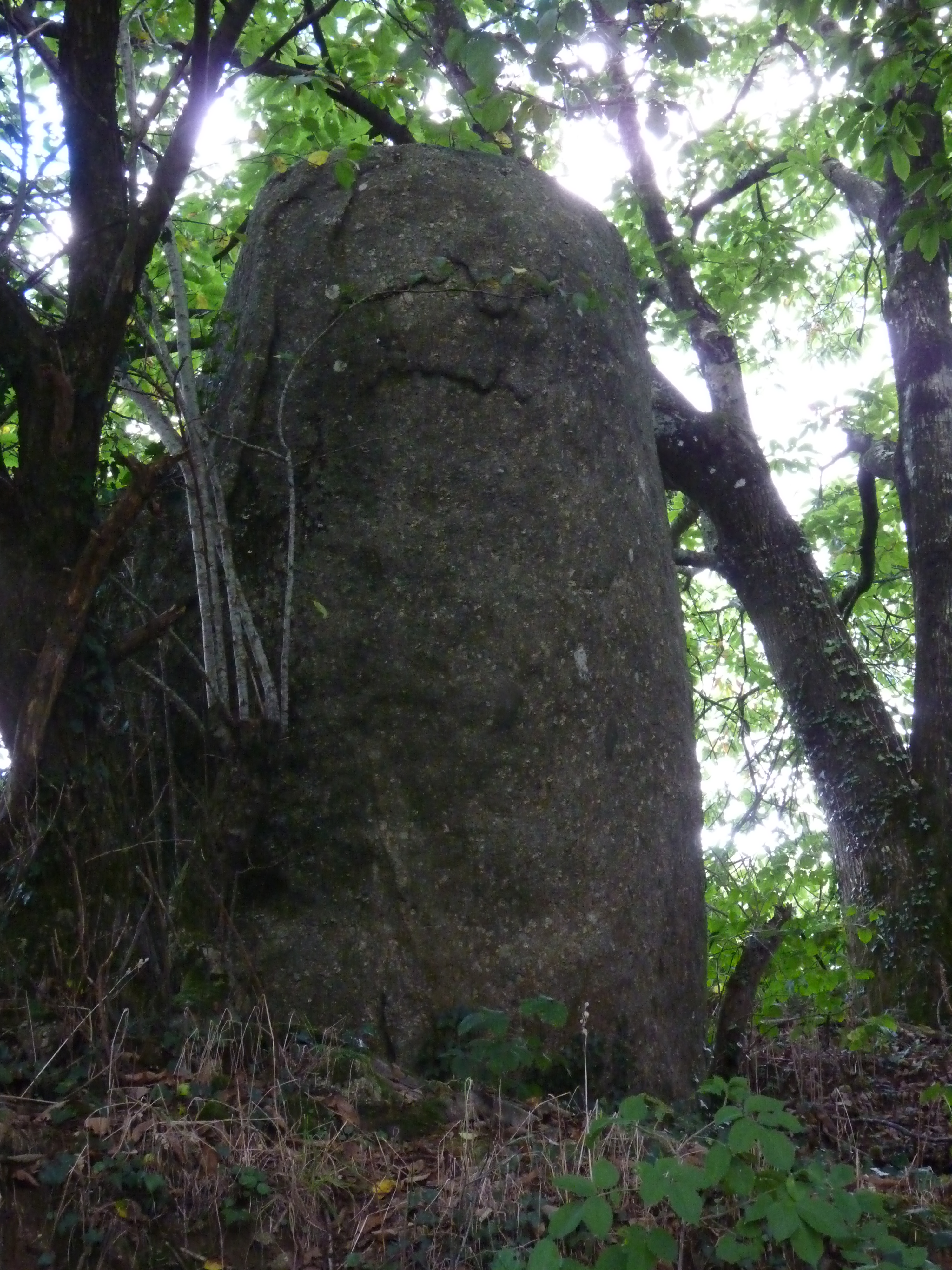
Менгир Бокелан
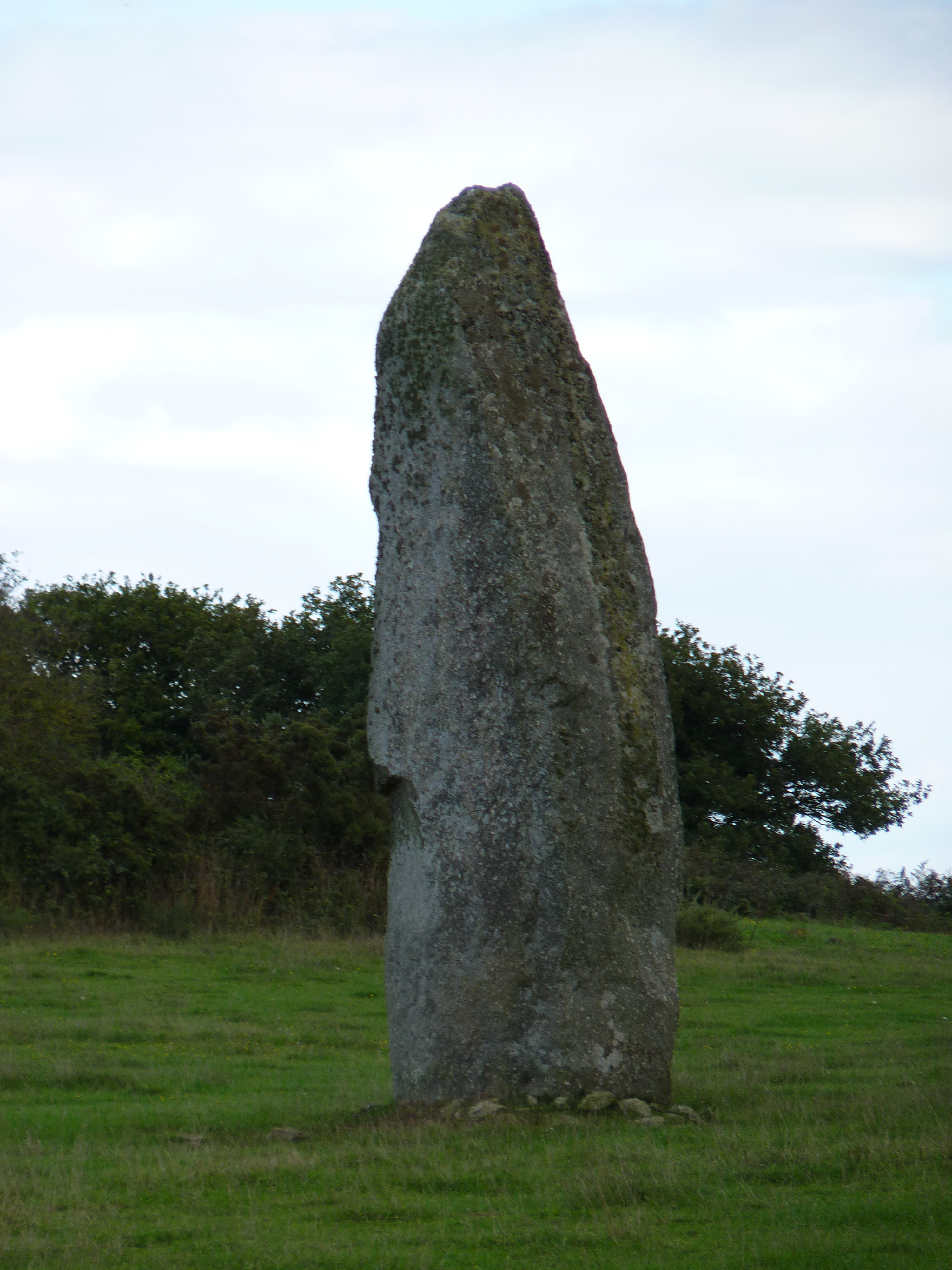
Менгир Горесто
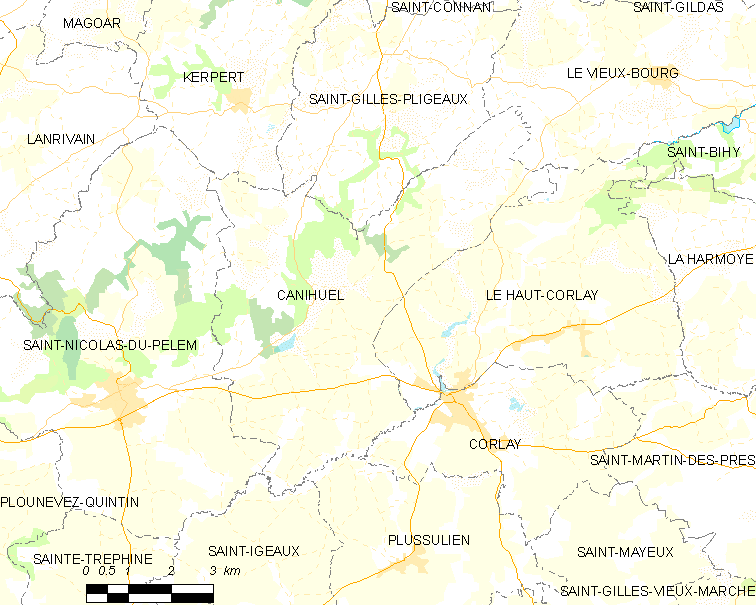
Карта коммуны